# 中絶救助隊
中絶救助隊（ちゅうぜつきゅうじょたい）は、人工妊娠中絶に反対するキリスト教系プロライフ団体の一つ。英語名は「オペレーション・レスキュー (Operation rescue) 」。
人工妊娠中絶を行う産婦人科医院を実力封鎖するが、医師や病院スタッフ、中絶を希望する女性や中絶賛成派（プロチョイス）などに対していかなる危害も加えない非暴力運動である。
アメリカで初めて人工妊娠中絶を女性の権利と認めたことで知られるロー対ウェイド事件の元原告ノーマ・マコービーは、裁判後に中絶救助隊の活動に触れて洗礼を受けクリスチャンになり、中絶反対派に転じてプロライフ活動家となった。

## 概要
設立者はランドル・テリー。福音主義神学者で聖書長老教会牧師のフランシス・シェーファーに大きな影響を受けた。ランドル・テリーは「この活動はアメリカ合衆国が生き残るための鍵となる活動である」と主張した。
旧約聖書の箴言24章10-12節「捕えられて殺されようとする者を救い出し、虐殺されようとする貧困者を助け出せ。もしあなたが「私たちはそのことを知らなかった」と言っても、人の心を評価する方は、それを見抜いておられないだろうか。あなたのたましいを見守る方は、それを知らないだろうか。」をスローガンとして掲げている。
神がモーセを通して与えられた十戒の「殺してはならない」という命令は絶対であり、間違った法律には抵抗する権利があり、国家の法律に反してでも人工妊娠中絶による殺人から赤ちゃんの命を助けなければならないとする。
人工妊娠中絶を行う産婦人科医院の前にピケを張って、中絶を希望する女性から赤ちゃんを助けている。アメリカ合衆国の法律においては不法侵入罪に問われる行為であり、1988年5月から1989年8月の約1年間で延べ3万2千人の救助隊員が逮捕され、最初の4年間で逮捕者は4万人を数えた。
週刊誌『アエラ』1990年2月27日号に「嵐の中の胎児 - 日本とアメリカ、過激化する生命尊重派・巻き返す選択派、アメリカを二分する妊娠中絶 - 妊娠中絶を女性の権利と考える勢力とそれを殺人と同一視する一派が、米国内で激しい闘争を繰り広げている。」と題する記事が載り、中絶救助隊の活動が紹介された。
1990年代終わりに、Operation Rescue（Operation Rescue WestあるいはCalifornia Operation Rescue）とOperation Save America（Operation RescueのちにOperation Rescue National）に分かれる。